# Chiesa di Sant'Agnese (Mantova)
La chiesa di Sant'Agnese era un edificio religioso sorto nel 1248 a Mantova, ora scomparso, annesso al convento degli Eremitani di Sant'Agostino. Il complesso sorgeva sul luogo dove in precedenza sorgeva già un piccolo oratorio, che sembrerebbe risalire al secolo VIII. A quel tempo il luogo paludoso sulle rive del Lago di Mezzo (oggi piazza Virgiliana) era fuori le mura di città.
Nel convento morì nel 1249 il beato Giovanni Bono, mentre nella chiesa fu sepolta Luigia Gonzaga (†1542), madre di Baldassarre Castiglione.
Il convento fu soppresso nel 1775 per decreto di Maria Teresa d'Austria ed utilizzato in seguito parzialmente come caserma; la chiesa venne abbattuta nel 1806.
L'edificio conventuale, restaurato, ospita oggi le raccolte del Museo diocesano Francesco Gonzaga,